# ديف غاريت
ديف غاريت (بالإنجليزية: Dave Garrett)‏ هو معلق رياضي أمريكي، ولد في مارس 1960 في هنريتا في الولايات المتحدة.